# Joleon Lescott
Joleon Patrick Lescott (født 16. august 1982 i Birmingham, England) er en engelsk fodboldspiller. Han har gennem karrieren spillet for blandt andet Wolverhampton, Everton, Aston Villa og Manchester City

## Landshold
Lescott står (pr. april 2018) noteret for 26 kampe for England. Han fik sin debut den 13. oktober 2007 i en kamp mod Estland.